# Zárate (Alava)
Zárate en espagnol ou Zarate en basque est une commune ou une contrée appartenant à la municipalité de Zuia dans la province d'Alava, située dans la Communauté autonome basque en Espagne.